# Manfred Klein (Typograf)
Manfred Klein (* 1932 in Berlin; † 2018) war ein deutscher Typograf.

## Leben
Manfred Klein wurde 1932 in Berlin geboren. Um 1950 besuchte er Abendkurse bei Günter Gerhard Lange, absolvierte später eine Lehre als Schriftsetzer und studierte an der Meisterschule für Graphik und Buchgewerbe (Berlin). Er war u. a. freischaffend tätig, arbeitete allerdings eher inhaltlich als visuell. Nachdem er zu Beginn der 1980er Jahre seine Agentur an die New Yorker Werbeagentur Ogilvy veräußert hatte, begann er sich  wieder mit Typografie zu beschäftigen.
Manfred Klein kreierte und digitalisierte hunderte von Schrifttypen, viele davon stellte er kostenlos zur Verfügung.

## Werke
- mit Stefan Heym, Hermann Zapf u. a.: G.G.L., Günter Gerhard Lange. Typographische Gesellschaft München, München 1983.
- mit Hans D. Baumann: Desktop Publishing: Typografie, Layout. Falken Verlag, 1994, ISBN 978-3-80684330-9.